# British Home Championship 1898/99
Die British Home Championship 1898/99 war die 16. Auflage des im Round-Robin-System ausgetragenen Fußballwettbewerbs zwischen den vier britischen Nationalmannschaften von England, Irland (ab 1950/51 Nordirland), Schottland und Wales.
| Pl. | Nationalmannschaft | Sp. | S | U | N | Tore    | Punkte |
| --- | ------------------ | --- | - | - | - | ------- | ------ |
| 1.  | England            | 3   | 3 | 0 | 0 | 019:300 | 06:0   |
| 2.  | Schottland         | 3   | 2 | 0 | 1 | 016:300 | 04:20  |
| 3.  | Irland             | 3   | 1 | 0 | 2 | 004:220 | 02:40  |
| 4.  | Wales              | 3   | 0 | 0 | 3 | 000:110 | 0:60   |

|                                                |   |            |            |
| 18. Februar 1899 in Sunderland (Roker Park)    |   |            |            |
| England                                        | – | Irland     | 13:2 (5:0) |
| 4. März 1899 in Belfast (Grosvenor Park)       |   |            |            |
| Irland                                         | – | Wales      | 1:0 (0:0)  |
| 18. März 1899 in Wrexham (Racecourse Ground)   |   |            |            |
| Wales                                          | – | Schottland | 0:6 (0:1)  |
| 20. März 1899 in Bristol (Ashton Gate Stadium) |   |            |            |
| England                                        | – | Wales      | 4:0 (2:0)  |
| 25. März 1899 in Glasgow (Celtic Park)         |   |            |            |
| Schottland                                     | – | Irland     | 9:1 (5:0)  |
| 8. April 1899 in Birmingham (Villa Park)       |   |            |            |
| England                                        | – | Schottland | 2:1 (2:0)  |